# Moseniella brasiliensis
Moseniella brasiliensis är en bladmossart som beskrevs av Brotherus 1918. Moseniella brasiliensis ingår i släktet Moseniella och familjen Splachnaceae. Inga underarter finns listade i Catalogue of Life.